# 和食駅
和食駅（わじきえき）は、高知県安芸郡芸西村和食甲にある、土佐くろしお鉄道（TKT）ごめん・なはり線の駅である。駅番号はGN31。なお、本項目では1974年4月1日に廃止され、同位置にあった土佐電気鉄道安芸線にあった同名駅についても記述する。

## 歴史
- 2002年（平成14年）7月1日：土佐くろしお鉄道ごめん・なはり線の駅として開設。

## 駅構造

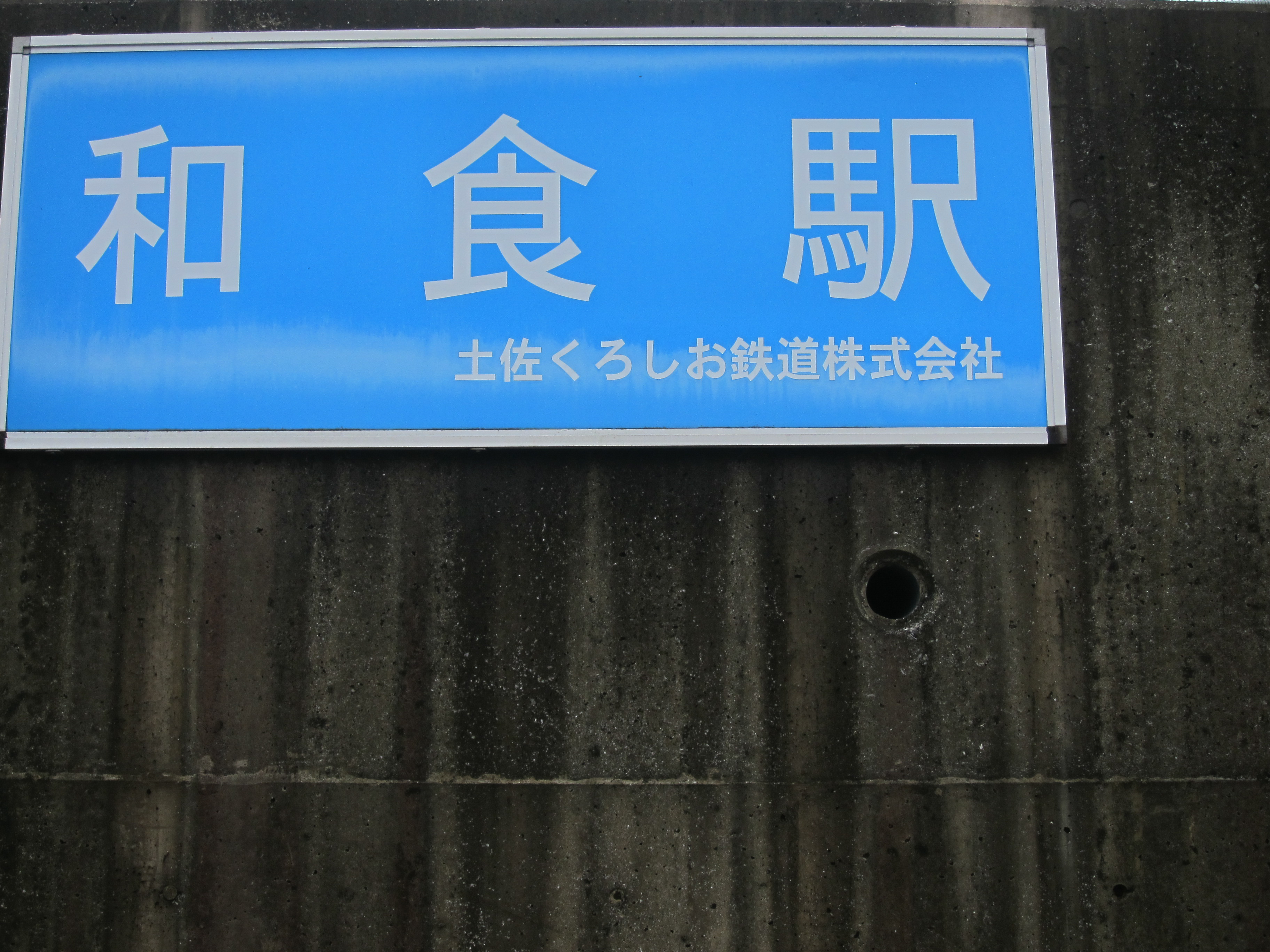
駅名板

相対式ホーム2面2線を有する列車交換可能な高架駅。1番線を上下主本線、2番線を上下副本線とした1線スルーとなっており、設備も両方向の入線・発車が想定されているが、全定期列車が停車するため、ホームは方向別に使い分けられている。
無人駅。駅舎は無く、地上から直接ホームへ上がる形となっている。

### のりば
| のりば | 路線              | 方向 | 行先             |
| ------ | ----------------- | ---- | ---------------- |
| 1      | ■ごめん・なはり線 | 下り | 後免・高知方面   |
| 2      | ■ごめん・なはり線 | 上り | 安芸・奈半利方面 |

※上表路線名は、旅客案内上の名称（愛称）で表記している。

## 駅周辺
駅からやや北方を国道55号が走っている。駅南方から太平洋を見渡すことが可能。

## バス路線
芸西村営バス
- 久重・国光方面

## イメージキャラクター

わじき カッパ君

名称は「わじき カッパ君」。村内を流れる和食川に河童伝説があることから、河童をモチーフとしたキャラクターである。
なお、このキャラクターモニュメントは駅前駐輪場付近に設置されている。

## 隣の駅
土佐くろしお鉄道
■ごめん・なはり線
■快速（下記以外）
夜須駅 (GN33) - 和食駅 (GN31) - 球場前駅 (GN28)
■快速（安芸行1本のみ）・■普通
西分駅 (GN32) - 和食駅 (GN31) - 赤野駅 (GN30)

## 土佐電気鉄道和食駅
和食駅（わじきえき）は、かつて高知県安芸郡芸西村にあった、土佐電気鉄道安芸線の駅。同線廃止に伴い廃駅となった。

### 歴史
ガソリンカー導入で新設された駅である。1944年頃に一度廃止されたが、戦後に復活した。
- 1974年（昭和49年）4月1日：安芸線廃止に伴い、廃駅。

### 駅構造
木造駅舎を備える地上駅であった。安芸線唯一の委託駅で、土佐電鉄退職者が夫婦で駅務を受託していた。

### 隣の駅
土佐電気鉄道
安芸線
西分駅 - 和食駅 - 赤野駅